# 聚楽館
聚楽館（しゅうらくかん）は、かつて神戸市兵庫区の新開地にあった映画館。正式には「じゅらくかん」であるが、市民は「しゅうらっかん」と呼んでおり、それが正式名称となった。名称は豊臣秀吉が贅を尽くした聚楽第にちなんで名付けられた。

## 概要
建築様式・経営方法ともに東京の帝国劇場をモデルにして建てられ、「西の帝劇」と呼ばれていた。「ええとこ ええとこ、シュウラクカン」と歌いはやされ、戦前から戦後にかけて新開地繁栄の象徴として君臨した。鉄筋三階建て・地下一階の洋風劇場で収容人数は1,200人、冷暖房完備の場内には真紅のカーペットが敷かれ、夜には屋上で三千燭光の大アーク灯が輝くという神戸モダニズムを代表する近代劇場だった。一階は平場ですべて椅子席となっており、2・3階は弓形に湾曲、緩やかな勾配となっており、観覧しやすい構造となっていた。また階上の貴賓休憩室には桃山時代の粋を再現したデザインもあった。建築費は当時の額で建物に15万円、内部施設に7万円がかけられた。
開業当時の入場料は、特別席3円、1等2円50銭、2等1円70銭、3等80銭、4等30銭であった

## 歴史

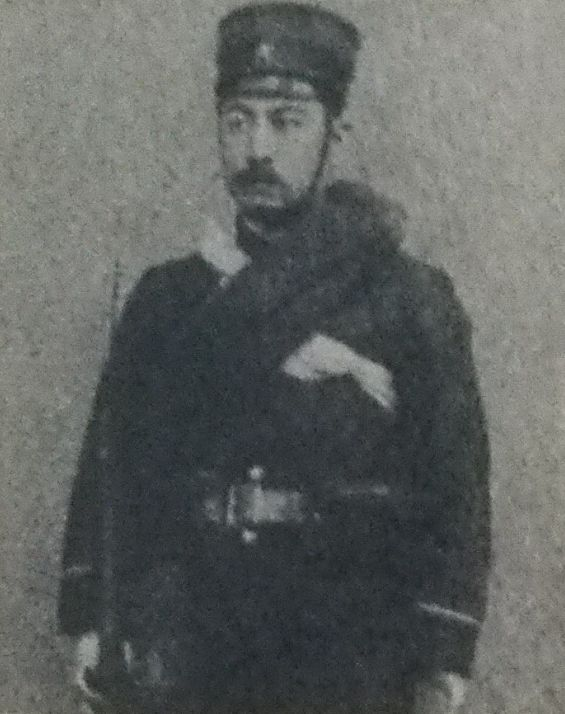
聚楽館のこけら落としを飾った七代目松本幸四郎（1910年の写真）

1913年（大正2年）8月18日竣工。建築家設楽貞雄が設計した。帝国劇場は渋沢栄一、大倉喜八郎ら東京の財界人の出資で建設されたのに対して、聚楽館は武岡豊太を社長とし、小曽根喜一郎、森本清、鈴木商店店主の二代目鈴木岩治郎、瀧川辨三、神田兵右衛門ら神戸の有力者の出資に帝劇の大株主・大倉喜八郎の出資が加わり、建設された。
建設の契機として、歌舞伎の七代目松本幸四郎と松竹の関係悪化がある。松竹と関係が悪化した松本幸四郎は、松竹に対抗する一座を作って帝劇を拠点に据えたが、聚楽館は関西における松本幸四郎のもう一つの拠点として建設されたという裏事情があった。
開場時には当時珍しかった自動車パレードが行われ、その人気ぶりは聚楽館前で市電がストップしたほどであった。

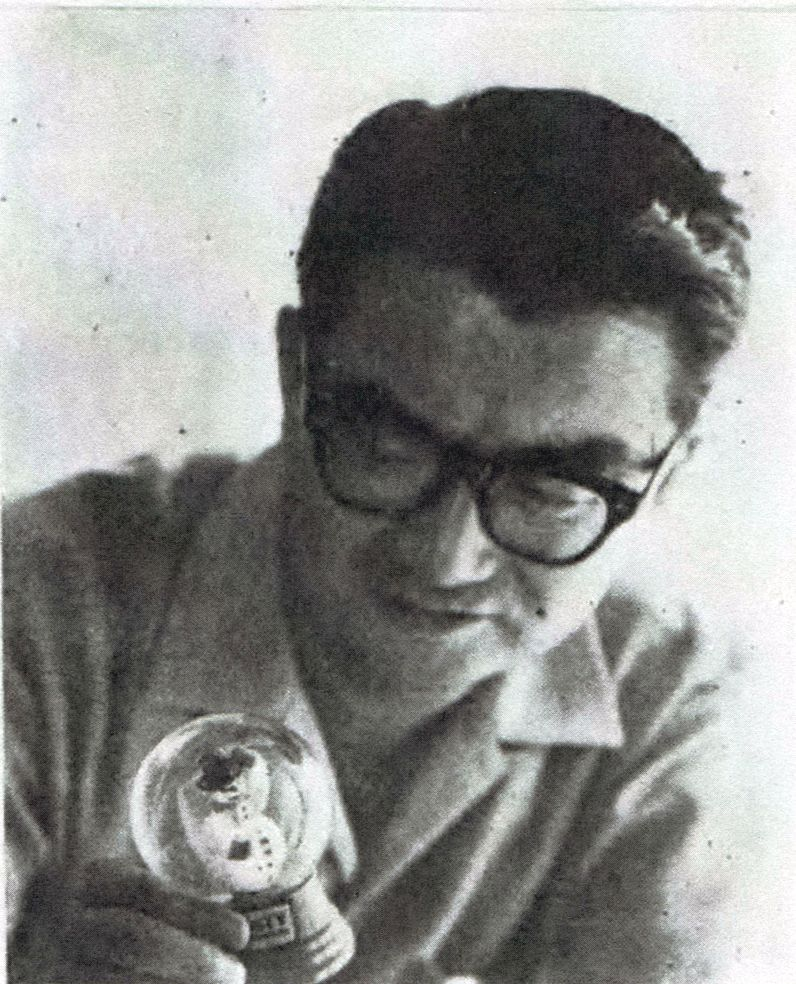
淀川長治は聚楽館を「文化の噴水」「日本の誇り」とまで称した。

淀川長治の生家は、柳原蛭子神社（神戸市兵庫区西柳原町）のすぐそばにあり、一家そろっての映画ファンであった。当時は新開地には聚楽館のほか、千代之座、キネマ倶楽部、相生座、栄館など活動写真館や芝居小屋が軒を連ねる大繁華街であり、淀川もよく通い、映画に染まるきっかけになった。淀川は聚楽館を「文化の噴水」「日本の誇り」とまで称した。
1927年（昭和2年）9月には営業不振を理由に、松竹シネマと菊水シネマの共同運営で映画の常設館に転向。1929年（昭和4年）には松竹に身売りした。1934年（昭和9年）の改装の際に、3階にスケートリンクが開設された。1938年（昭和13年）には田中絹代主演の『愛染かつら』（監督野村浩将）の大ヒットもあった。
神戸大空襲で一帯はほぼ全焼したが、聚楽館は戦火を免れて戦後は米軍に接収され、1952年（昭和27年）の解除まで進駐軍専用の劇場として使用されていた。
1978年（昭和53年）に閉館し、65年の歴史を終えた。現在、跡地にはラウンドワン新開地店(大京聚楽館ビル)がある。

### 沿革
- 1913年8月18日 - 竣工。
- 1913年9月1日 - こけら落とし公演。
- 1922年3月19日 - 民衆座の第一回公演「青い鳥」が上演。
- 1927年9月8日 - 映画常設館に転向。
- 1929年8月10日 - 松竹に約63万円で身売り。
- 1934年12月15日 - 1年ぶりに改装開館、アイススケート場を併設[8]。
- 終戦～1952年 - この頃まで米軍に接収される。
- 1978年 - 閉館。

## 主な公演

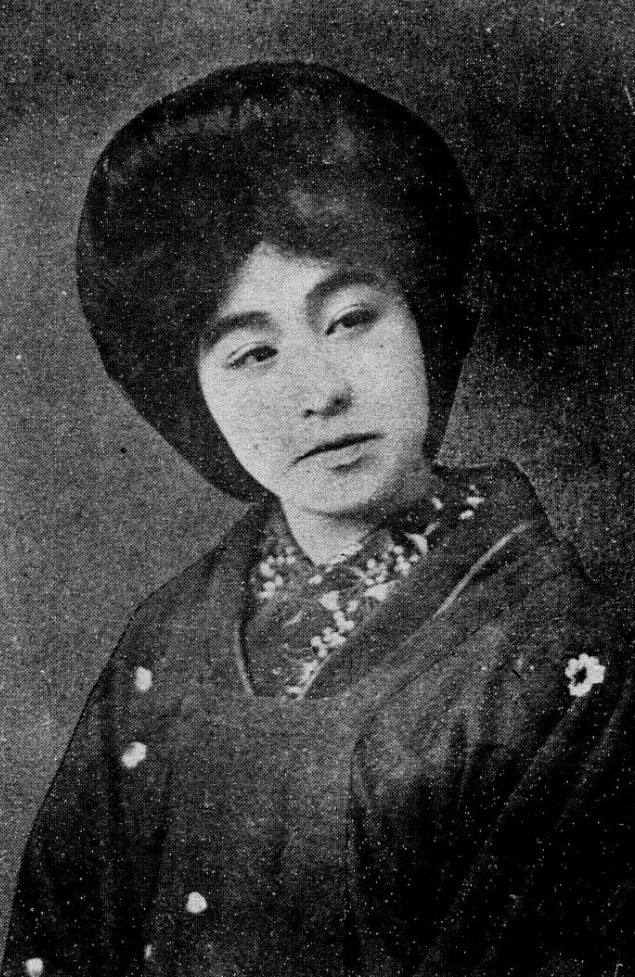
大正初期に聚楽館の養成所女優だった三笠万里子（佐藤紅緑の妻、佐藤愛子の母）。

歌舞伎だけでなく新劇の旗揚げ興行も含め、大正期の日本の代表的な舞台、東京で評判になった物はほとんど聚楽館で演じられたといわれる。
- 1913年（大正2年）9月1日、こけら落とし。出席者に帝国劇場専属の松本幸四郎、尾上梅幸、沢村宗十郎。
- 1919年（大正8年）10月28日-31日、嘉納健治主催による柔拳興行[3]。
- 倉田百三の『出家とその弟子』
- 松井須磨子によるレフ・トルストイ『復活』
- 夏川静江（ミチル役）、水谷八重子（チルチル役）によるモーリス・メーテルリンク『青い鳥』 - 学校からの引率鑑賞で、当時の地元の大抵の子供は見ていた。
- 前日作曲されたばかりの花島秀子による童謡『花嫁人形』（作曲:杉山長谷夫） - 「金らんどんすの 帯しめながら 花嫁御寮は〜」の歌詞で始まるこの童謡が初めて披露され、この劇場をきっかけにして、当時レコード界最高を記録した。
- 藤原義江のテノールが売り物だった浅草オペラ
- 笠置シヅ子の松竹レビュー
- 宝塚少女歌劇団
- 関西学院グリークラブ（1949年1月23日）[9]

### 来日公演

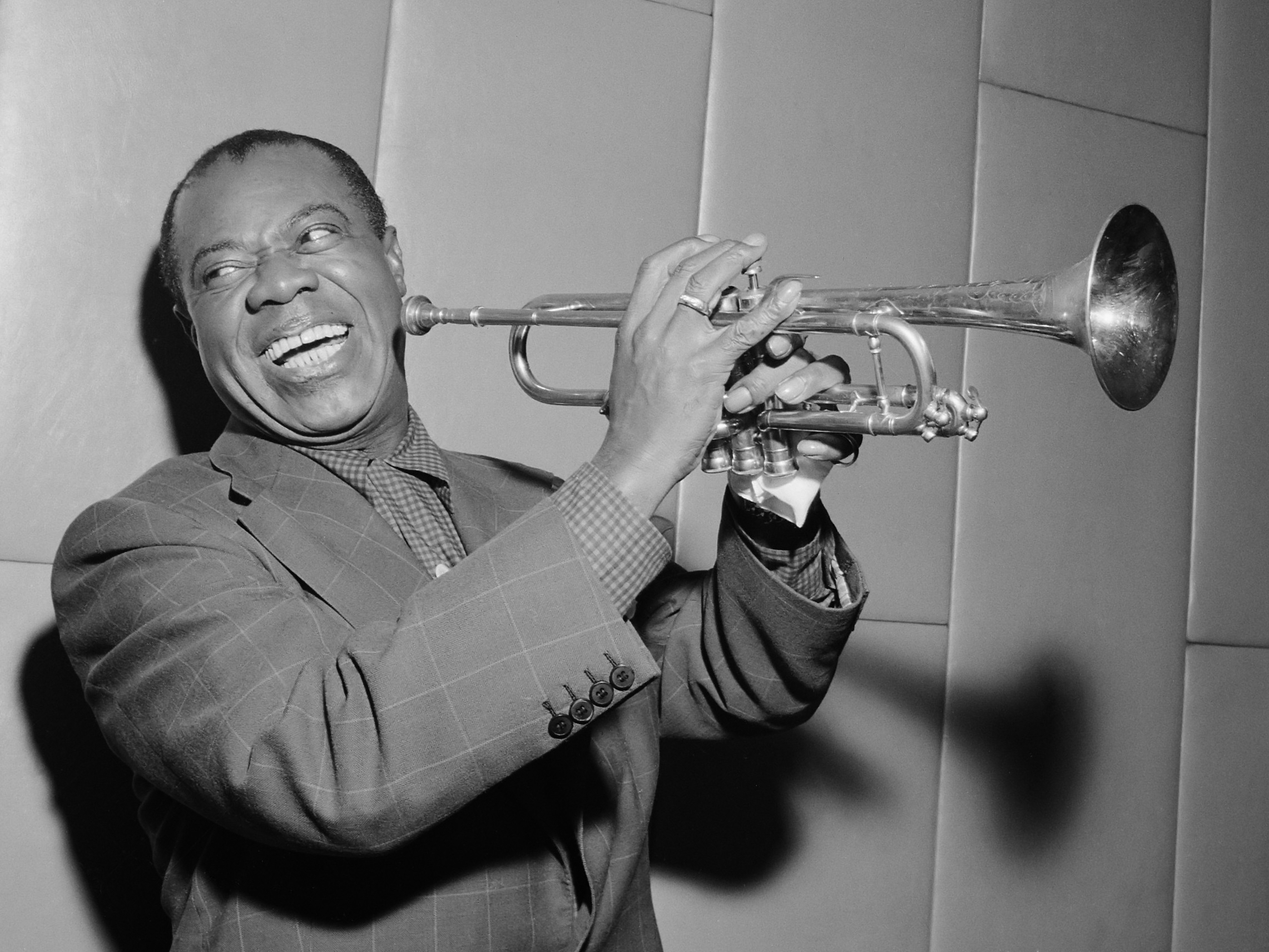
聚楽館で公演を行ったことがあるルイ・アームストロング（1955年の写真）

- 京劇の梅蘭芳による『貴妃酔酒』、『天女散女』
- ロシア・バレエのアンナ・パヴロワの『瀕死の白鳥』
- ヴァイオリニストのヤッシャ・ハイフェッツ、エフレム・ジンバリスト、ミッシャ・エルマン
- ヴァイオリニスト・作曲家のフリッツ・クライスラー
- ソプラノ歌手アメリータ・ガリ＝クルチ
- ジャズ・シンガーのルイ・アームストロング（1953年12月19日[10]）